# Linux Game Publishing
Linux Game Publishing (также известная как LGP) — компания, занимающаяся разработкой компьютерного программного обеспечения. Главный офис размещается в Ноттингеме, Великобритания. Главной целью компании является портирование популярных компьютерных игр под ОС GNU/Linux.
Компания была основана в 2001 году Майклом Симмсом, после того как специализирующаяся на том же бизнесе компания Loki Software объявила о банкротстве.

## Игры, выпущенные Linux Game Publishing
- Creatures: Internet Edition, выпущена 21 декабря 2001
- MindRover: The Europa Project, выпущена 13 декабря 2002
- Candy Cruncher, выпущена 6 февраля 2003
- Majesty: Gold Edition, выпущена 15 апреля 2003
- NingPo MahJong, выпущена 21 января 2004
- Hyperspace Delivery Boy!, выпущена 10 мая 2004
- Software Tycoon, выпущена 10 января 2005
- Postal²: Share The Pain, выпущена 4 февраля 2005
- Soul Ride, выпущена 24 июня 2005
- X²: The Threat, выпущена 30 мая 2006
- Gorky 17, выпущена 15 июня 2006
- Cold War, выпущена 4 августа 2006
- Jets'n'Guns, выпущена декабрь 2006
- Knights and Merchants: The Shattered Kingdom, выпущена 13 марта 2007
- Ballistics, выпущена 7 июня 2007
- Shadowgrounds_Survivor, выпущена 13 марта 2008 года
- X³: Reunion, выпущена 11 ноября 2008
- Sacred: Gold, выпущена в 2009 году
- Shadowgrounds, выпущена 16 сентября 2009 года.

## В разработке
- Disciples II: Dark Prophecy, в разработке с 2002
- Bandits: Phoenix Rising, в разработке с 2003

## Спонсирование проектов Open Source
- Grapple, сетевая библиотека для игр

## Дополнительные ссылки
- Официальный сайт Linux Game Publishing